# نمره یازده
نمره یازده (مسجدسلیمان)، روستایی از توابع بخش مرکزی شهرستان مسجدسلیمان در استان خوزستان ایران است.

## جمعیت
این روستا در دهستان تمبی گلگیر قرار دارد و براساس سرشماری مرکز آمار ایران در سال ۱۴۰۳، جمعیت آن ۵۰۰ نفر  بوده‌است.